# Halifax & District Association Football League
Halifax & District Association Football League är en engelsk fotbollsliga baserad runt Halifax, grundad 1898. Den har fyra divisioner och toppdivisionen Premier Division ligger på nivå 14 i det engelska ligasystemet.
Ligan är en matarliga till West Riding County Amateur Football League.

## Mästare
| Säsong  | Premier Division     | Division One     | Division Two   | Division Three      |
| ------- | -------------------- | ---------------- | -------------- | ------------------- |
| 2005/06 | Hebden Royd RS       | Holmfield        | Martin's Nest  | Luddendenfoot       |
| 2006/07 | Stainland United     | Warley Rangers   | Luddendenfoot  | Kingston FC         |
| 2007/08 | Hebden Royd RS       | Greetland CC     | Bowling Green  | Siddal Athletic Res |
| 2008/09 | Luddendenfoot        | Holmfield        | Sowerby Bridge | Volunteer Arms      |
| 2009/10 | Elland United        | Sowerby United   | AFC Crossleys  | Greetland Reserves  |
| 2010/11 | Hebden Royd Red Star | Stainland United | Copley United  | Wadsworth United    |

Källa: FA Full-Time 